# Rachel Laurin
Rachel Laurin (* 11. August 1961 in Saint-Benoît, Québec; † 13. August 2023 in Ottawa, Ontario) war eine kanadische Komponistin, Organistin und Musikpädagogin.

## Leben und Karriere
Rachel Laurin erhielt von 1978 bis 1980 Orgelunterricht bei Lucienne L’Heureux-Arel und studierte danach bis 1986 am Conservatoire de musique de Montréal (CMM) Orgel bei Gaston Arel und Raymond Daveluy (bei Daveluy von 1980 bis 1985 auch Komposition) sowie Klavier bei Raoul Sosa. Während ihres Studiums war sie Stipendiatin der McAbbie Foundation (1985) und der Bourse d’excellence Wilfrid-Pelletier (1986). Von 1986 bis 2002 war Laurin Organiste adjointe (stellvertretende Organistin) ihres früheren Lehrers Raymond Daveluy an der katholischen Basilika Oratoire Saint-Joseph du Mont-Royal in Montréal, wo ihr eine von Rudolf von Beckerath erbaute Orgel mit 78 Registern aus dem Jahre 1960 zur Verfügung stand (das größte Instrument dieses Unternehmens). 2002 bis 2006 war sie Titularorganistin an der katholischen Basilique-Cathédrale Notre-Dame in Ottawa. Ab 1988 unterrichtete sie Improvisation am Conservatoire de musique de Montréal. Seit 1989 leitete sie regelmäßig Kurse für Orgelimprovisation an der École de musique sacrée in Épinal und der Mount Royal International Summer School in Calgary.
Laurin war Associate Composer des Canadian Music Centre in Toronto und, ab 2006, House Composer der Wayne Leupold Editions. Von 2009 bis 2010 war sie Distinguished Guest Artist der Yale University. Sie leitete Kurse an der University of Alberta in Edmonton, der Baylor University in Waco, der Syracuse University, der Kansas State University und der University of St. Thomas in Saint Paul. Als Konzertorganistin trat sie in Kanada, den Vereinigten Staaten und Europa auf. Im Juli 2000 spielte sie in einer dreiteiligen Konzertreihe in St. Joseph in Montréal die sechs Orgelsinfonien von Louis Vierne; ein Jahr später wiederholte sie diese Gesamtaufführung in der Kathedralbasilika Notre-Dame in Ottawa. Als Interpretin hat sie mehr als ein Dutzend CDs mit Orgelmusik aufgenommen. Ihr Werkverzeichnis umfasst mehr als 100 Kompositionen, darunter zahlreiche Orgelwerke. Der Großteil ihrer Werke wurde bei Wayne Leupold Editions veröffentlicht.
Rachel Laurin starb 2023 im Alter von 62 Jahren an den Folgen einer Krebserkrankung.

## Kompositionen

### Orgel solo
- Suite brève, op. 6, No. 1 (1984)
- Suite brève, op. 6, No. 2 (1984)
- Sonate en fa, op. 7 (1985)
- Pastorale, d’après „Sanctus, Sanctus, Sanctus“ de Lucien Daveluy, op. 13 (1988)
- Scènes Vosgiennes, op. 16 (1989)
- Improvisations pour tous les temps, op. 24 (1992)
- Variations sur un Noël lorrain, op. 26 (1994)
- Quatre pèlerinages en Lorraine, op. 30 (1996)
- Trois Pièces, op. 31 (1997–2000)

- Symphonie No. 1, op. 36 (2003)
- Acclamations, op. 37 (2003)[6]
- Étude Héroïque, op. 38 (2004)
- Petite Suite sur un motet de Gerald Bales, op. 41 (2005)
- Douze Courtes Pièces, op. 43 (2006)
- Introduction et Passacaille sur un thème de Raymond Daveluy, op. 44 (2006)
- Prélude et Fugue en Fa mineur, op. 45 (2007)
- Partita sur „Nun danket“, op. 47 (2007)
- Épilogue, op. 50 (2008)
- A Royal Canadian Fanfare, op. 53 (2009)
- Trois Bagatelles, op. 54 (2009)
- Symphonie No. 2, op. 55 (2009–2010)
- Greensboro Suite, op. 56 (2010)
- Sept Courtes Pièces, op. 58 (2010)
- Berceuse à Pierre, op. 61 (2011)
- Fantasy and Fugue on Genevan Psalm 47 (Orgel zu vier Händen und Füßen), op. 62 (2012)
- Suite in D Major for Don Menzies, op. 63 (2012)
- Douze Courtes Pièces, op. 64 (2012–2013)
- Étude-Caprice „Le rire de Belzébuth“, op. 66 (2013)
- Douze Courtes Pièces, op. 68 (2013–2014)
- Poème symphonique pour le Temps de l’Avent, op. 69 (2013)
- Étude symphonique pour pédale solo: Variations sur „That Good Old Baylor Line“, op. 72 (2014)
- Fantasy and Fugue in D major, op. 73 (2014)
- Aria and Fugue in A for Aaron, op. 74 (2015)
- Douze Courtes Pièces, op. 75 (2018)
- Humoresque: Hommage à Marcel Dupré, op. 77 (2016)
- Finale, op. 78 (2017)
- Hommage à Buxtehude, op. 86 (2018)
- Little Prelude and Fugue in G major, op. 87 (2018)
- Fantaisie à deux (Orgel zu vier Händen und Füßen), op. 88 (2018)
- Omaggio Festivo, op. 89 (2018)
- Sonate No. 1, op. 91 (2019)
- Ten Little Sketches for Ten Little Fingers, op. 92 (2019)
- Petit Triptyque, op. 93 (2019)
- Ouverture „Mr. Mistoffelees“, op. 94 (2019)
- Fantasia quasi scherzo, op. 95 (2019)
- Variations Sweelinck, op. 96 (2019)
- Poème symphonique en l’honneur de Saint Benoît, op. 97 (2020)
- Bagatelle burlesque: Hommage à Beethoven, op. 98 (2020)
- Cantabile à deux (Orgel zu vier Händen und Füßen), op. 99 (2020)
- Thirteen Easy Pieces, op. 100 (2020)
- Cinq Courtes Pièces, op. 100b (2020)
- Fantasy and Fugue on a Swedish Folk Song, op. 102 (2020)
- Toccata for a Great Space, op. 103 (2020)
- A Festive Portrait (Fanfare), op. 105 (2021)
- Diptyque, op. 107 (2021)
- The Legend of the Sleepy Hollow (Orgel und Sprecher), op. 108 (2021)
- Sonate No. 2 „Saint Luke“, op. 109 (2022)
- Impromptu on „Adoro Te Devote“, op. 109b (2022)
- Ubi Caritas et Amor, op. 110 (2022)
- Douze Courtes Pièces, op. 112 (2023)

### Orgel mit anderen Instrumenten
- Acclamations (zwei Trompeten, Posaune und Orgel), op. 37 (2003)[7]
- Fantaisie (Harfe und Orgel), op. 52 (2009)
- Sonate (Horn und Orgel), op. 60 (2011)
- Introduction et Allegro (Oboe und Orgel), op. 65 (2012)
- Capriccio quasi burlesco (Altsaxophon und Orgel), op. 83 (2018)
- Sonate (Flöte und Orgel), op. 84 (2018)
- Te Deum (Bläserquintett, Pauken und Orgel), op. 90 (2019)

### Klavier solo
- Quatre Pièces, op. 1 (1981/rev. 1987)
- Sonate, op. 2 (1982)
- Quatre Pièces, op. 3 (1983/rev. 1987)
- Hommage à Fauré, op. 5 (1984)
- Intermezzo, op. 8 (1986)
- Trois chants sans paroles, op. 49 (2009)
- Parfums, op. 81 (2017)
- Esquisses d'été, op. 82 (2017)

### Kammermusik
- Trio (Flöte, Bratsche und Klavier), op. 17 (1990)
- Poème chorégraphique (Flöte, Oboe, Klarinette, Fagott, Horn, Pauken, Triangel, Xylophon und Streichquartett), op. 18 (1990)
- Quatuor (Streichquartett), op. 19 (1990)
- Sonate (Violine und Klavier), op. 23 (1993)
- Divertissement (Vibraphon, Marimba und Klavier), op. 25 (1993)
- Festivals (Violine und Klavier), op. 27 (1994)
- Sonate (Flöte und Klavier), op. 29 (1995)
- Deux Noëls (Streichquartett oder Streichorchester), op. 32 (1998)
- Fantaisie sur un thème japonais (Streichquartett), op. 34 (1999)
- Poème d’après le texte du Psaume 122 (Streichquartett und Sprecher ad lib.), op. 35 (2001)
- Sonate für (Violine und Bratsche), op. 40 (2005)
- Sonate (Bratsche und Klavier), op. 42 (2006)
- Suite (Harfe und Streichquartett), op. 101 (2020)
- Three Canadian Scenes (Flöte und Klavier), op. 104 (2021)

### Vokalwerke
- Trois fables de La Fontaine (Gesang und Klavier), op. 9 (1987)
- Cantate sur l’hymne Veni Creator (Gesang und Orgel), op. 10 (1987)
- Le bestiaire, sur des poèmes d’Apollinaire (Gesang und Klavier), op. 22 (1992)
- Quatre cantiques (Gesang und Orgel), op. 31b (1997)
- Trois mélodies sur des poèmes d’Anne Hébert (Gesang und Klavier), op. 33 (1999)
- Psaume 112 (Gesang und Orgel), op. 39 (2004)
- Chant pour un Québec lointain – 1e cycle (Gesang und Klavier), op. 57 (2010)
- Chant pour un Québec lointain – 2e cycle (Gesang und Klavier), op. 70 (2014)
- Chant pour un Québec lointain – 3e cycle (Gesang und Klavier), op. 71 (2014)

### Chorwerke
- Trois arrangements de folklore (Chor SATB oder Männerchor und Klavier), op. 1b (1982)
- Messe pour les fêtes solennelles (Chor SATB, Kammerensemble und Orgel), op. 4 (1983)
- Cantique „Je te révère“ (Männerchor oder Vokalquartett und Orgel), op. 4b (1983)
- Dix cantiques traditionnels (Chor SATB und Orgel), op. 6b (1984)
- Deux arrangements de Noël (Chor SATB und Orgel), op. 7b (1985)
- Trois motets en l’honneur de la Sainte Famille (Chor SATB a cappella), op. 14 (1989)
- Messe de louange (Chor SATB, Solisten und Orgel), op. 15 (1988)
- Deux folklores (Männer-Vokalquartett und Klavier), op. 22b (1992)
- Motet „Adoro Te“ (Chor SATB mit Orgel oder Klavier ad lib.), op. 51 (2009)
- Motet „Filiae Regum“, en l’honneur de Sainte Anne (Chor SATB und Orgel), op. 67 (2013)
- Anthem „Saint Joseph, Canada Belongs To Thee“ (Chor SATB und Orgel), op. 75Bb (2017)
- Cantate brève „Tranquilles épiphanies“ (Chor SATB und Klavier), op. 76 (2015)
- Hymne de reconnaissance à Jean Coutu (Chor SATB und Klavier), op. 80 (2017)
- „Dedisti Domine“: Motet en l’honneur de Saint Clément (Chor SATB und Orgel), op. 85 (2018)
- Magnificat & Nunc Dimittis (Chor SATB und Orgel), op. 106 (2021)

### Konzerte
- Concerto (Vibraphon, Marimba und Streicher), op. 21 (1992)
- Concerto (Klavier und Orchester), op. 46 (2008)
- Concerto in D (Orgel, Streichorchester und Pauken), op. 59 (2010)

### Sonstige Werke
- Fantaisie (Gitarre), op. 28 (1995)
- Quatre Préludes (Cembalo), op. 48 (2007)

### Transkriptionen für Orgel solo
- Johann Sebastian Bach: Concerto en ré mineur, BWV 1052 (2. und 3. Satz. Rachel Laurin op. 30b, 1996)
- Johann Sebastian Bach: Fantaisie chromatique et fugue, BWV 903 (Rachel Laurin op. 30c, 1996)
- Johannes Brahms: Variations et Fugue sur un thème de Handel (Rachel Laurin op. 11, 1988/rev. 1997)
- Franz Liszt: Sonate en si mineur (Rachel Laurin op. 20, 1991)

## Ausgewählte Diskographie
- Rachel Laurin: Oeuvres pour orgue. Variations sur un noël lorrain, op. 26. Suite brève op. 6, Nos. 1 & 2. Scènes vosgiennes, op. 16. Rachel Laurin, historische Orgeln in den Vogesen (Cornimont, Longchamp, Dignonville). Longchamp: Vosges DJA 95 (1996). 1 CD.
- Raymond Daveluy: Cinq Sonates. Rachel Laurin, Orgel des Oratoire Saint-Joseph, Montréal. Montréal: CBC Records (1996). 2 CDs.
- Rachel Laurin spielt Liszt & Brahms. Franz Liszt: Sonate h-moll. Johannes Brahms: Variationen und Fuge über ein Thema von Händel, op. 24. Rachel Laurin, Orgel des Oratoire Saint-Joseph, Montréal. Düsseldorf: Motette Ursina 12261 (1999). 1 CD.
- Éternel Bach: Transcriptions pour orgue.  J. S. Bach: Vier Schübler-Choräle. Orgeltranskriptionen von Edward Shippen Barnes, Marcel Dupré, Maurice Duruflé, Rachel Laurin und Edward Power-Biggs. Rachel Laurin, Orgel des Oratoire Saint-Joseph, Montréal. Montréal: Fidelio (1998). 1 CD.
- Hommage à Conrad Letendre. Werke von Raymond Daveluy, Rachel Laurin und Conrad Letendre. Rachel Laurin, Orgel der Kathedrale Saint-Jean-L'Évangéliste in Saint-Jean-sur-Richelieu, Québec. Ottawa: Rachel Laurin RL 292392 (2002). 1 CD.
- The power of the organ. Werke von J. S. Bach, Boëllmann, Clérambault, Daquin, Franck, Gigout, Liszt, Vierne und Widor. Rachel Laurin, Orgel der Kathedrale Notre-Dame, Ottawa. Montréal: Fidelio (2004). 1 CD.